# Лётчик для Особых Поручений
«Лётчик для Особых Поручений» — сказочная повесть Владислава Крапивина, первая из цикла «Летящие сказки». Напечатана в журнале «Уральский следопыт» в 1973 году с рисунками Е. Стерлиговой, которая впервые иллюстрировала произведение писателя. Главный герой, пятиклассник Алёшка, попадает в сказку, чтобы вернуть потерянный кораблик, который он собирается подарить знакомой девочке на день рождения. Там мальчик встречает лётчика Антошку Тополькова, посвятившего свою жизнь служению людям. Антошка летает по разным сказкам на маленьком самолёте, выполняя Особые Поручения Главного Диспетчера.
В произведении затрагиваются темы дружбы, одиночества, нравственного выбора. Повесть считается программной, в ней у Крапивина появляется идея совместного существования обычного и сказочного миров, вводятся основные приемы создания авторского хронотопа, впоследствии использованные в других сказочных и фантастических произведениях. Мир сказки воплощает детские мечты о взаимопонимании. Сказочный город Ветрогорск, напоминающий средневековый европейский город, представляет собой авторскую Утопию, прекрасное место веселья и детства. Повесть неоднократно переиздавалась, существуют переводы на иностранные языки.

## Создание и публикации

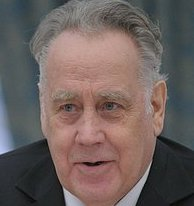
Владислав Крапивин

Произведение было написано в 1973 году. Крапивин вспоминал, что замысел повести возник случайно. Автора вдохновили поездки в родной город Тюмень и на Кубу, имевшие место, соответственно, в августе и ноябре 1972 года. В Тюмени писатель увидел на улице мальчика с пластмассовым самолётиком; девочка крикнула ему, чтобы он поскорее вернулся, но мальчик, не желая идти домой, ответил, что у него «важное поручение». Согласно Крапивину, вернувшись с Кубы, он думал написать книгу о Гаване, «но…вдруг „потянуло на другое“, — к сказке», которая объединила воспоминания о Тюмени и Севастополе. По словам писателя, из путешествия на Кубу в повести осталось лишь «ощущение волшебных полетов». Повесть напечатали в конце 1973 года в «Уральском следопыте» (№ 11—12) с иллюстрациями Е. Стерлиговой, для которой эта повесть стала первой совместной работой с Крапивиным. Художница вспоминала, что, прочитав рукопись, пришла в восторг от «роскошного, объемного мира», который выделялся среди «скукоты» тогдашней литературы. По словам писателя, работа над повестью была трудной, велась в непростой для него период; ему повезло с иллюстратором: Евгения Ивановна, «как добрая волшебница…оживила…маленького пилота Антошку Тополькова, помогла читателям увидеть его воочию…». 
В 1975 году произведение вошло в одноименный сборник писателя, вышедший в Средне-Уральском книжном издательстве, а тремя годами позже «Лётчик для Особых Поручений» и повесть «Ковёр-самолёт» составили книгу «Летящие сказки» (издательство «Детская литература»); оба издания иллюстрировала Е. Стерлигова. Повесть неоднократно переиздавалась, существуют переводы на болгарский, английский, испанский и немецкий языки.

## Сюжет
Действие происходит во время, близкое к написанию повести. 
Пятиклассник Алёшка занимается в драмкружке вместе с девочкой Машей и посвящает ей стихи. В пьесе «Золушка» Алёшка получает роль стражника, а не принца, на которую рассчитывал. Руководитель кружка Олимпиада Викторовна вместе с Машей и Алёшкой отправляется к «хорошей знакомой», бывшему костюмеру Софье Александровне, чтобы позаимствовать шляпы для спектакля. В гостях мальчик видит модель клипера-фрегата размером с ковбойскую шляпу. На репетиции Алёшка дерётся с мальчиком, которого выбрали на роль принца; Алёшку выгоняют. Маша приглашает его на день рождения, говоря, что «принца» там не будет.
Алёшка хочет подарить девочке игрушечный клипер-фрегат и думает, как выпросить его у хозяйки. Следующим утром оказывается, что дом Софьи Александровны смыло водой, а клипер унесло потоком после бури. Алёшка попадает в сказку: чтобы вернуть кораблик, ему нужно добраться до города Ветрогорска на берегу синего моря. Следуя советам девочки-колдуньи и старичка-волшебника из «Справочного бюро» (в которое превращается сапожная будка), мальчик проходит через стадион, пролезает через дырки в заборе и за три копейки приобретает особый Зеленый билет на любой вид транспорта до Ветрогорска и обратно; на стадионе он видит говорящих лошадей, а в Транспортном агентстве на неизвестной улице Полярных Капитанов, как выясняется, можно купить билет на ковёр-самолёт.
Алёшка плывет на огромном морском пароходе по мелководной речушке, а затем на аэродроме знакомится с Антошкой Топольковым, Лётчиком для Особых Поручений. Антошка рассказывает свою историю: когда-то он с тремя друзьями играл в придуманной ими стране Антарктиде. Пока Антошка был в летнем лагере, друзья разъехались по разным местам, и он их потерял. С помощью своего отца и старшеклассников из кружка авиамоделистов удалось построить серебристый самолёт. На параде Алёшка взлетает и чуть не разбивается; после полёта он оказывается «под охраной сказки». Лётчик выполняет Особые Поручения Главного Диспетчера, помогая людям (например, тяжело больной девочке), и летает по разным сказкам — заповедным лесам, тридевятым царствам, хотя своей сказки у него нет. Антошка навещает и своих друзей, однако они не могут или не хотят вернуться в Антарктиду. Лётчик признаётся, что ему одиноко: «…не нужны никакие волшебные страны, если ты один. Скучно в них одному».
Летчик и Алёшка пролетают над заповедным лесом номер одиннадцать, где, по словам Антошки, более десятка Красных шапочек, и видят дорогу, по которой каждый день в двенадцать часов катится Колобок. В Ветрогорск они прилетают после заката. В Музее Удивительных Морских Открытий и Кораблей хранятся тысячи образцов «малого флота», которые, по словам Хранителя музея, «будят мечты» о путешествиях у детей, учат «большому мужеству» мореплавателей и дают «радость и утешение» старым морякам. Чтобы доказать своё право на кораблик, Алёшка читает Хранителю собственное стихотворение, посвящённое клиперу, и получает его. Вернувшись на поезде домой, Алёшка идёт на день рождения к Маше. Там он видит «длинноногого принца» и уходит, подарив девочке небольшую раковину, найденную в Ветрогорске у моря. Алёшка пускает клипер в ручей; мальчик пребывает в смятении, размышляя, правильно ли он поступил и надо ли вернуться к Маше. Его мучает совесть, и Алёшка понимает, что оставил Лётчика, которому нужен был друг. Мальчик пытается найти дорогу в Ветрогорск, но все сказочные места теперь выглядят, как обычно: нет старичка и лошадей, а агентство закрыто на ремонт. Он долго идет по полю в траве, думая найти реку; наконец, Алёшка слышит «тихий, но отчетливый звук» и видит снижающийся самолёт Антошки Тополькова.

## Анализ и оценки
Критик И. Клейнер в рецензии для журнала «Детская литература» характеризовал повесть как современную сказку с «простым и сжатым», но динамичным языком. Сюжет повести разворачивается стремительно. По мнению критика, форма сказки скорее условна, она позволяет реализовать детские мечты о подвигах, о добрых поступках, и изменить героя. Как писал Клейнер, когда Алёшка без всяких трудностей нашёл кораблик, он осознал, что где-то поступил неправильно. Увлекшись поисками клипера, мальчик бросил Антошку, который ему помог, и не сделал многое из того, что можно было сделать. Алёшка понял, что «нельзя добрые дела оставлять на потом» — другу нужно помогать здесь и сейчас. Критик отметил «едкий сарказм» автора в отношении взрослых, не понимающих мечты и увлечения детей (образ Олимпиады Викторовны, руководителя драмкружка).
Литературный критик Н. Кузин отмечал значимость «сказочности», которая определяет мысли Алёшки о внешнем мире и об окружающих людях: повесть является программной, поскольку выражает позицию Крапивина относительно того, как описывать духовную жизнь ребёнка; сказочный элемент выходит на первый план. Алёшка вступает в конфликты со взрослыми, ему одиноко и среди сверстников, хотя они, в отличие от взрослых, относятся к нему с «полным пониманием и сочувствием». Кузин, критически рассматривая героев ранних произведений Крапивина (включая Лерку из повести «Озёрный царь», Серёжу Каховского из романа «Мальчик со шпагой»), отметил, что Алёшка является с самого начала «утончённым, интеллектуальным, влюблённым в поэзию» (даже начинающим поэтом — стихи Алёшки часто цитируются в тексте), склонным к рефлексивности и скептицизму, что говорит о «книжности, смоделированности» его образа, указывает на «овзросление» ребенка. Такой подход, связанный, по мнению Кузина, с неудачным «вмешательством» автора, упрощает психологию героя, который предстаёт перед читателями уже сформировавшимся, его характер не развивается. По выводу критика, образ Алёшки оказывается не слишком убедительным, ему труднее сопереживать. С критикой соглашался кандидат филологических наук В. Рогачёв, отмечая, что в повести крапивинский герой выглядит как «сверхрыцарь, суперинтеллектуал».
Журналист С. Цымбаленко в рецензии задавался вопросом, можно ли назвать произведение сказкой, исповедью или философской повестью: особые законы, выходящие за пределы обычной жизни, сочетаются с искренностью и легкой грустью, а также с темой товарищества, которая широко обобщается. Цымбаленко отметил идею товарищества, цитируя слова старика-сапожника: любая сказка посвящена тому, как «человек ищет человека». Литературовед Е. Зубарева отметила обращение Крапивина к психологическому измерению философии дружбы, что имело место и в «Мальчике со шпагой». Писатель Ю. Бриль, положительно оценив изображение связи между реальным и сказочным в «Летящих сказках», отметил, что два мира существуют раздельно, а дорога из одного мира в другой долгая и непростая: для Алёшки за покупкой Зелёного билета следует плавание на пароходе и полёт на самолёте.
Литературовед М. Липовецкий писал, что благодаря сказочному путешествию в чудесный город Алёшка преодолевает «свою робость и внутреннюю скованность», когда осознает, что он не должен был оставлять Антошку одного. Липовецкий отметил одиночество Антошки Тополькова (связанное с одиночеством романтического героя), несмотря на его статус «Летчика для Особых Поручений». Ветрогорск, по мнению критика, представлял собой авторскую Утопию, прекрасное место веселья и детства. Литературовед полагал, что в повести автор отстаивал «реальность и непобедимость сказки детства»: на пути героя нет препятствий, сказка легко одолевает зло (как и в повести «Ковер-самолёт»). Схожим образом литературовед Л. Долженко, рассматривая эволюцию связи между сказкой и реальностью в творчестве Крапивина, сравнивала «Лётчик для Особых Поручений» и «Ковёр-самолет» с поздним произведением «Дети синего фламинго»: первые две повести менее драматичны, в них сказочный мир воплощает в себе детские мечты о взаимопонимании.
Кандидат филологических наук Н. Богатырёва писала, что автор обратился к идее совместного существования обычного мира и сказки, в которую можно попасть, если в неё верить. Так, четверо друзей изобретают страну Антарктиду, где «на самом деле» существует волшебство; согласно объяснению автора, алёшкина вера связана с его поэтической натурой; Летчиком для Особых Поручений неслучайно становится ребёнок, верящий в чудеса, а не взрослый. Чудесное пространство сказки располагается буквально по соседству и связывается с устремлениями и духовными качествами героя. Сказочный мир не представляет опасности, это место веселых игр и светлых тайн. Алёшка попадает в сказку, потому что очень хочет найти и подарить девочке кораблик; сказка исчезает тогда, когда герой поступает вопреки нравственным принципам, бросая Лётчика, который посвятил свою жизнь служению людям. По мнению Богатырёвой, автор переворачивает смысл поступков героя: пространство сказки для него закрывается, поскольку он принял неверное решение, хотя прошёл через испытания. Мальчик посчитал кокетство со стороны девочки искренностью; Маша олицетворяет мещанство, прагматизм и ветреность.
Как отмечала Богатырёва, в повести появляются основные приемы авторского хронотопа, впоследствии развитые в других произведениях, как, например, философское понятие Дороги (получившее развитие в цикле о Великом Кристалле) или образ волшебника, в котором совмещаются сказочные и реальные черты (старичок-сапожник из обычной будки). Волшебник советует герою не избегать опасностей, но помнить о конечной цели. Как писала Богатырёва, пересечение границы сказки (дырка в заборе и др.) Алёшкой соответствует ритуалам, через которые герой попадает в волшебную страну в обычных сказках. Алёшку ожидают испытания, которые он преодолевает с упорством и настойчивостью, хотя его искушают чудесными и веселыми приключениями, поездкой в Тридевятое царство и т. д. Заманчивые предложения следуют от говорящих лошадей, капитана парохода, жителей волшебного леса. Согласно авторским законам сказочного пространства и времени, Лётчик не может увидеть волшебный город до заката солнца, а сколько туда нужно лететь, никто точно не знает. Богатырёва полагала, что образ Ветрогорска не связан с конкретным местом, а является символом-обобщением средневекового европейского города.

## Адаптации
Около 2009 года тюменская киностудия «Первый ряд» вела работу над фильмом (сценарист и рёжиссер-постановщик А. Титкин), в котором сам Крапивин должен был сыграть роль Автора. Проект не был реализован. В конце 2021 года в Тюмени состоялась премьера мюзикла «Лётчик для Особых Поручений» (композитор В. Серебренников, режиссёр Д. Юдин, поэтесса А. Маркова), сюжет которого близко следовал повести. Роли исполнили тюменские школьники. В 2022 году мюзикл демонстрировался в Тобольске, а на май 2023 года был запланирован повторный показ в Тюмени.

## Издания

### Публикация в «Уральском следопыте»
- Крапивин В. Лётчик для Особых Поручений // Уральский следопыт. — Свердловск, 1973. — № 11. — С. 37—56. — Илл. Е. Стерлиговой. — 220 000 экз.
- Крапивин В. Лётчик для Особых Поручений // Уральский следопыт. — Свердловск, 1973. — № 12. — С. 28—46. — Илл. Е. Стерлиговой. — 220 000 экз.

### Книжные издания
- Крапивин В. Лётчик для Особых Поручений // Летчик для особых поручений. — Свердловск : Средне-Уральское кн. изд-во, 1975. — С. 271—388. — Илл. Е. Стерлиговой. — 50 000 экз.
- Крапивин В. Лётчик для Особых Поручений // Летящие сказки. — М. : Детская литература, 1978. — С. 3—112. — (Библиотечная серия). — Илл. Е. Стерлиговой. — 100 000 экз.
- Крапивин В. Лётчик для Особых Поручений // Летящие сказки. — Свердловск : Средне-Уральское кн. изд-во, 1982. — С. 3—102. — Илл. Е. Медведева. — 75 000 экз.
- Крапивин В. Лётчик для Особых Поручений // Всадники со станции Роса. — Кишинёв : Лумина, 1985. — С. 55—136. — (Мир приключений). — Илл. Е. Кафтана. — 100 000 экз.
- Крапивин В. Лётчик для Особых Поручений // Избранное. Том 2. — М. : Детская литература, 1989. — С. 3—104. — (Владислав Крапивин. Избранное в двух томах). — Илл. Е. Медведева. — 100 000 экз. — ISBN 5-08-000483-5.
- Крапивин В. П. Лётчик для Особых Поручений // Летящие сказки. — Свердловск : Средне-Уральское кн. изд-во, 1991. — С. 17—111. — Илл. Р. Атлас. — 100 000 экз. — ISBN 5-7529-0382-3.
- Крапивин В. Лётчик для Особых Поручений // Возвращение клипера «Кречет». — Н. Новгород : Нижкнига, 1994. — С. 5—102. — (Владислав Крапивин). — Илл. Е. Медведева. — 50 000 экз. — ISBN 5-87645-008-1.
- Крапивин В. Лётчик для Особых Поручений // Собрание сочинений. Книга 4. Дети синего фламинго. — М. : Центрполиграф, 2000. — С. 7—128. — (Владислав Крапивин. Собрание сочинение в 30 томах). — Илл. Е. Медведева. — 10 000 экз. — ISBN 5-227-00535-4.
- Крапивин В. Лётчик для Особых Поручений // Лётчик для Особых Поручений. — М. : Эксмо, 2005. — С. 63—166. — (Владислав Крапивин). — 5000 + 9000 экз. — ISBN 5-699-09506-3.
- Крапивин В. Лётчик для Особых Поручений // Белые башни Родины. Избранное в 2 томах. Том 2. — Тюмень : Издательство Тюменского государственного университета, 2008. — С. 6—111. — (Владислав Крапивин). — Илл. Е. Стерлиговой. — 500 экз. — ISBN 978-5-88081-924-9.
- Крапивин В. Лётчик для Особых Поручений // Сказки современных детских писателей. — М. : Детская литература, 2010. — С. 629—730. — (Библиотека мировой литературы для детей-2). — Илл. Е. Стерлиговой. — 5000 экз. — ISBN 978-5-08-004187-7.
- Крапивин В. Лётчик для Особых Поручений // Летящие сказки. — М. : Издательский Дом Мещерякова, 2013. — С. 3—118. — (BiblioГид рекомендует). — Илл. Е. Стерлиговой. — 3000 экз. — ISBN 978-5-91045-573-7.
- Крапивин В. Лётчик для Особых Поручений // Летящие сказки. — М. : Издательский Дом Мещерякова, 2014. — С. 5—118. — (БИСС. Крапивин). — Илл. Е. Стерлиговой. — 5000+3000 экз. — ISBN 978-5-91045-735-9.
- Крапивин В. Лётчик для Особых Поручений // Летящие сказки. — М. : Издательский Дом Мещерякова, 2017. — С. 5—118. — (Избранное. Книги Крапивина Владислава Петровича). — Илл. Е. Стерлиговой. — 5000 экз. — ISBN 978-5-00108-178-4.
- Крапивин В. Лётчик для Особых Поручений // Летящие сказки. — СПб.,М. : Азбука, Азбука-Аттикус, 2019. — С. 55—142. — (Мир фантастики). — Илл. Е. Стерлиговой и С. Григорьева. — 4000 экз. — ISBN 978-5-389-15921-1.
- Крапивин В. Лётчик для Особых Поручений // Ковёр-самолёт. — М. : Лабиринт Пресс, 2020. — С. 5—132. — (Иллюстрированная библиотека фантастики и приключений). — Илл. Е. Медведева. — 5000 экз. — ISBN 978-5-9287-3193-9.
- Крапивин В. Лётчик для Особых Поручений. — М. : Энас-книга, 2020. — 136 с. — (Детвора). — Илл. Н. Панина. — ISBN 978-5-91921-803-6.
- Крапивин В. Лётчик для Особых Поручений. — М. : Лабиринт Пресс, 2020. — 176 с. — (Друзья-приятели). — Илл. П. Любаева. — ISBN 978-5-9287-3172-4.
- Крапивин В. Лётчик для Особых Поручений. — М. : Искатель, 2021. — 96 с. — (Школьная библиотека). — Илл. А. Пустовита. — 3000 экз. — ISBN 978-5-6045259-6-8.
- Крапивин В. Лётчик для Особых Поручений. — М. : Омега, 2022. — 126 с. — (Школьная библиотека). — Илл. Л. Сальниковой. — 6000 экз. — ISBN 978-5-465-04273-4.
- Крапивин В. Лётчик для Особых Поручений // Летящие сказки. — СПб.,М. : Азбука, Азбука-Аттикус, 2023. — С. 55—156. — (Фантастика и фэнтези. Большие книги). — Илл. Е. Стерлиговой и С. Григорьева. — 3000 экз. — ISBN 978-5-389-22212-0.
- Крапивин В. Лётчик для Особых Поручений // Лётчик для Особых Поручений. Возвращение клипера «Кречет». — СПб.,М. : Азбука, Азбука-Аттикус, 2023. — С. 1—152. — (Азбука-фантастика (мягк. обл.)). — Оформл. обл. Т. Павловой. — 3000 экз. — ISBN 978-5-389-22706-4.

### Зарубежные издания
- Крапивин В. Летец за особени поръчения :  [болг.] // Летец за особени поръчения. — София : Отечество, 1985. — 376 с. — Прев. от рус. Г. Георгиев, худ. В. Паунов.

### Издания на иностранных языках
- Krapivin V. Pilot for Special Missions :  [англ.] // Winged Tales. — Moscow : Raduga Publishers, 1984. — 261 с. — Ill. by G. Kalinovsky; trans. by J. Yevtushenko. — 24 000 экз.
- Krapivin V. Piloto para Encargos Especiales :  [исп.] // Cuentos voladores. — Moscú : Editorial Rа́duga, 1985. — P. 5—96. — Trad. por R. Bruno. — 14 680 экз. — ISBN 5-05-000161-7.
- Krapiwin W. Flieger im Sonderauftrag :  [нем.] // Fliegende Märchen. — Moskau : Raduga-Verlag, 1987. — S. 4—99. — Illustrationen von G. Kalinowski. — 36 000 экз. — ISBN 978-5-389-22212-0.